# Sân bay Francisco Carle
Sân bay Francisco Carle (IATA: JAU, ICAO: SPJJ) là một sân bay khu vực nhỏ phục vụ Jauja, Peru và các thành phố khác như Huancayo. Hiện chỉ có 1 hãng hàng không hoạt động ở đây với tuyến bay thường xuyê: LC Busre. Sân bay này có một đường băng dài 2810 m bề mặt nhựa đường

## Các hãng hàng không và tuyến bay
- LC Busre (Lima)